# Lejkowo (gromada)
Lejkowo – dawna gromada, czyli najmniejsza jednostka podziału terytorialnego Polskiej Rzeczypospolitej Ludowej w latach 1954–1972.
Gromady, z gromadzkimi radami narodowymi (GRN) jako organami władzy najniższego stopnia na wsi, funkcjonowały od reformy reorganizującej administrację wiejską przeprowadzonej jesienią 1954 do momentu ich zniesienia z dniem 1 stycznia 1973, tym samym wypierając organizację gminną w latach 1954–1972.
Gromadę Lejkowo z siedzibą GRN w Lejkowie utworzono – jako jedną z 8759 gromad na obszarze Polski – w powiecie sławieńskim w woj. koszalińskim na mocy uchwały nr 43/54 WRN w Koszalinie z dnia 5 października 1954. W skład jednostki weszły obszary dotychczasowych gromad Lejkowo, Darskowo, Borkowo, Sierakowo Sławieńskie, Zielenica i Święcianowo oraz miejscowości Witosław i Sulechówko z dotychczasowej gromady Sulechowo ze zniesionej gminy Lejkowo w tymże powiecie. Dla gromady ustalono 12 członków gromadzkiej rady narodowej.
1 stycznia 1958 do gromady Lejkowo włączono wsie Sowno, Laski Pomorskie, Komorowo i Bożenice ze zniesionej gromady Bukowo w tymże powiecie.
31 grudnia 1959 do gromady Lejkowo włączono wsie Bartolino i Sulechowo ze zniesionej gromady Niemica w tymże powiecie.
Gromada przetrwała do końca 1972 roku, czyli do kolejnej reformy gminnej. 1 stycznia 1973 w powiecie sławieńskim reaktywowano gminę Lejkowo (zniesioną ponownie w 1976 roku).